# مزرعة سمكية
مزرعة سمكية أو مزارع الأسماك هي الشكل الرئيسي للزراعة المائية أو تربية المائيات، في حين أن الطرق الأخرى يمكن أن تقع تحت نطاق الاستزراع البحري. وتنطوي مزارع الأسماك على تربية الأسماك لأغراض تجارية في خزانات أو حاويات، غالبًا لأغراض الغذاء. ويتم في الغالب الإشارة إلى المنشأة التي تطلق صغار الأسماك في البرية من أجل الصيد الترفيهي أو لإكمال الأعداد الطبيعي لجنس ما على أنها تحمل اسم «مفرخة الأسماك». وعلى الصعيد العالمي، فإن أهم أجناس الأسماك المستخدمة في مزارع الأسماك هي الشبوط والسلمون والبلطي والسلور.
هناك طلب متزايد على الأسماك والبروتينات المأخوذة من الأسماك، مما أدى إلى انتشار الإفراط في صيد الأسماك في المصايد البرية. وتوفر مزارع الأسماك مصدرًا آخر للعاملين في سوق الأسماك. ومع ذلك، فإن الأسماك الآكلة للحوم في المزارع، مثل السلمون لا تقلل في الغالب الضغط على المصايد البرية، حيث إن الأسماك الآكلة للحوم التي تتم تربيتها غالبًا ما تتغذى على وجبات الأسماك و زيت السمك المستخرج من العلف السمكي. وبتلك الطريقة، يمكن أن تستهلك أسماك السلمون وزن أسماك برية أكبر من وزنها هي ذاتها. وقد وصل إجمالي العائدات العالمية لمزارع الأسماك التي تم تسجيلها من خلال منظمة الأغذية والزراعة في عام 2008 إلى 33.8 مليون طن يقدر ثمنها بـ 60 بليون دولار أمريكي.

## الفئات الرئيسية لتربية الأسماك والأحياء المائية
هناك نوعان من أنواع «الزراعة المائية»: الزراعة المائية المكثفة اعتمادًا على إنتاج التمثيل الضوئي والزراعة المائية المكثفة، حيث يتم إطعام الأسماك من خلال إمدادات الطعام الخارجية.

### الزراعة المائية المكثفة

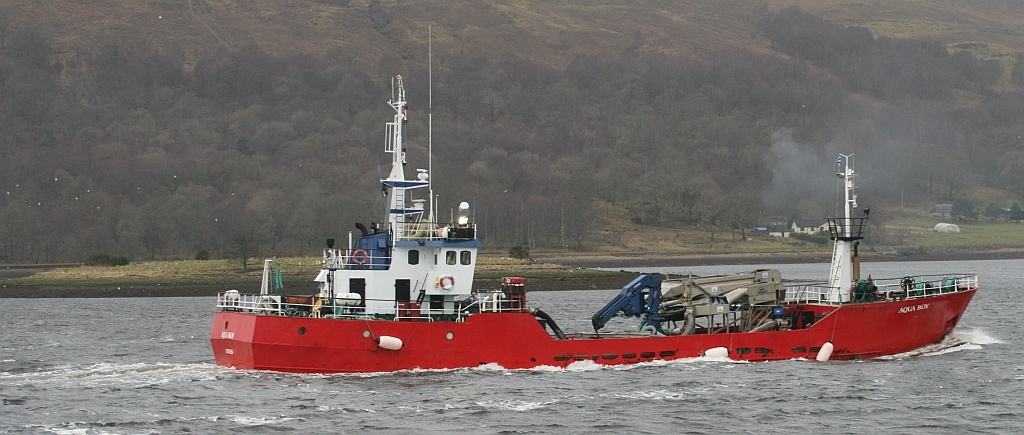
السفينة أكوا بوي، ناقلة الأسماك الحية النرويجية، تستخدم لخدمة مزارع مارين هارفيست السمكية الموجودة على الساحل الغربي لاسكتلندا

ويعد إمداد الطعام المتاح من خلال الموارد الطبيعية هو القيد المستخدم للنمو هنا، حيث تتغذى العوالق الحيوانية على طحالب البحر المفتوح أو حيوانات لقاع، مثل القشريات والرخويات. وتقوم أسماك البلطي بتصفية الطعام بشكل مباشر على العوالق النباتية، مما يساعد على زيادة الإنتاج. ويمكن زيادة إنتاج التمثيل الضوئي من خلال تسميد مياه البركة باستخدام خلطات التسميد، مثل عناصر البوتاس والفسفور والنيتروجين وغير ذلك من العناصر الصغيرة. ونظرًا لأن أغلب الأسماك تكون آكلة للحوم، فإنها تشغل مكانًا أعلى في سلسلة الغذاء، وبالتالي فإنه يمكن تحويل جزء صغير فقط من الإنتاج الضوئي الأساسي (بشكل نموذجي 1%) إلى أسماك يمكن الحصول عليها.
وهناك مشكلة أخرى تتمثل في خطر انتشار الطحالب. عندما تكون درجات الحرارة والإمداد الغذائي وضوء الشمس المتوفر مثالية لنمو الطحالب، تقوم الطحالب بمضاعفة كتلتها الحيوية بمعدل كبير، مما يؤدي في النهاية إلى استنزاف المواد الغذائية المتاحة وبالتالي تتعرض للموت. وتستنزف الكتلة الحيوية التي تتعرض للموت من الطحالب الأكسجين الموجود في مياه البركة لأنها تمنع وصول أشعة الشمس كما أنها تلوث مياه البركة بالمذيبات العضوية وغير العضوية (مثل أيونا الأمونيوم)، والتي يمكن أن تؤدي إلى حدوث خسائر كبيرة في الأسماك (وغالبًا ما يحدث ذلك).